# Rexall (Dave Navarro)
Rexall è un brano musicale di Dave Navarro, estratto come singolo nel 2001 dal suo album solista Trust No One.

## Il brano
È la canzone che apre l'album e si caratterizza per un inizio melodico in cui Navarro suona la chitarra in modo diverso da cui fa abitualmente. La canzone prosegue con un ritmo violento, dal punto di vista strumentale, mentre la voce di Dave Navarro resta calma e molto melodica in tutta la canzone.

## Video musicale
Per il singolo, che è una delle canzoni più note di Navarro, fu girato anche un videoclip che mostra il chitarrista suonare prima in una stanza da solo  e infine su di una città in fiamme in cui è l'unico rimasto vivo. Mentre Navarro suona vengono mostrate immagini di alcune  ragazze che corrono in un prato e in una foresta.